# Saint-Ferréol, Haute-Savoie
Saint-Ferréol este o comună în departamentul Haute-Savoie din sud-estul Franței. În 2009 avea o populație de 864 de locuitori.

## Evoluția populației
| An        | 1975 | 1982 | 1990 | 1999 | 2006 | 2009 |
| --------- | ---- | ---- | ---- | ---- | ---- | ---- |
| Populație | 641  | 646  | 758  | 798  | 842  | 864  |